# معركة الحلوة
معركة الحلوة التي يسميها أهل الحلوة معركة الروم، والتي وصفها ابن بشر في تاريخه بأنها «ملحمة نجد الكبرى» التي أذلت الترك. هي معركة حدثت في عام 1253هـ بين أهل الحلوة بقيادة الأمير محمد بن خريّف التميمي أمير إمارة الحلوة، وأهل حوطة بني تميم بقيادة إبراهيم آل سعود التميمي، وفوزان آل مرشد التميمي، وأهل الحريق بقيادة تركي الهزاني، وأهل نعام بقيادة زيد بن هلال ضد قوات الدولة العثمانية بقيادة إسماعيل آغا، وخالد بن سعود ومن معه من القبائل؛ إنتهت المعركة بإنتصار أهل حوطة بني تميم، والحلوة، والحريق، ونعام.

## الجيوش

### عدد الجيش التركي
- 4,169 جندي من الاتراك بقيادة إسماعيل آغا
- 3,000 جندي من أهالي الرياض والخرج وضرماء وحريملاء وسدير والقصيم والوشم

وعدد من بوادي العجمان ومطير وسبيع والسهول بقيادة خالد بن سعود

#### عدد القتلى منهم
- الاتراك 2,481 قتيل
- 2,445 قتيل ممن شارك من أهالي الرياض والخرج وضرماء وحريملاء وسدير والقصيم والوشم ومن بوادي العجمان ومطير وسبيع والسهول

### عدد جيش الحلوة
- 1,000 جندي من أهل حوطة بني تميم
- 200 جندي من أهل الحريق
- 180 جندي من أهل نعام
- 120 جندي من أهل الحلوة

#### عدد القتلى منهم
الحلوة 5 قتلى
والحلة وقرى حوطة بني تميم 21 قتيل
والحريق 11 قتيل
ونعام 13 قتيل

## قصيدة فيصل بن تركي
قال الإمام فيصل بن تركي قصيدة تعد ملحمة شعرية في ذاتها واصفا المعركة والحال التي كان عليها هو ومن كان معه قبل المعركة وبعدها من تبدل الحال إلى الأفضل بحمد الله حيث قال :

## الوثيقة التركية - دار الوثائق المصرية بالقاهرة
ما قاله قائد الجيش التركي في نص الوثيقة التاريخية النادرة:
"في اليوم الثامن والعشرين من شهر ربيع الأول الحالي، قمنا من الرياض نقصد قرى الحوطة ونعام والحريق والحلوة من قرى نجد، التي جنح أهاليها إلى العصيان، ومعنا من رؤساء أدلاء ولي النعم: عبد الكريم أغا الغزولي، وحسين أغا الداغلي زاده، ومن رؤساء المشاة عبد الله أغا، ونوري أغا، ومحمد أغا الكردي، وإبراهيم عبيدة أغا رئيس المغاربة، وأبوبكر أغا، رئيس الهوارة يصحبهم رجالهم، والمدفعان الأوبوي اللذان معهم، وقد بتنا تلك الليلة إلى جانب المياه المسماة (الجزعة)، وفي مساء اليوم التالي، وصلنا القرية المسماة (حاير) وفي اليوم التالي غادرنا (حاير)، إلى قرية (السلمية)، فوصلنا إليها في نحو الساعة الثامنة، وفي صباح اليوم التالي قمنا من هذه القرية، وفي نحو الساعة السادسة وصلنا قرية (دلم)، وبما أن الشعير، والقمح متوفران في هذه القرية فقد أقمنا فيها مدة عشرة أيام لشراء ما نحتاج إليه منهما، وفي اليوم الثالث عشر من شهر ربيع الآخر قمنا من هذه القرية وأتينا قرية (ذميكة) حيث أقمنا فيها يوما واحدا، وفي اليوم التالي غادرناها وأتينا المياه المسماة (خفس)، وبما أننا استصوبنا الرحيل في اليوم التالي من هذه الجهة حوالي الساعة السادسة ومداومة السير طيلة ذاك اليوم، الليل أيضا، والسير في اليوم التالي على قرية (الحلوة) التي تقع بالقرب من (الحوطة)، فقد أرسلنا برفقة خالد أفندي بن سعود، وبرفقته نحو ثلاثمائة من حملة البنادقة من أهالي (الرياض)، وحسين أغا الداغلي زاده من رؤساء الأدلاء؛ عندما أشرقت الشمس ليكونوا طليعة أمام الجيش، وعندما كان الجيش على وشك الزحف خلفهم، كما هي العادة كان الأفندي والأغا المومأ إليهما قد وصلا في نحو الساعة الرابعة إلى قرية (الحلوة) وألفيا الأشقياء قد أقاموا المتاريس في الجبال القائمة إلى جانب القرية وفي المضيق المؤدي إليها، واستعدوا لقتالنا فحملا عليهم، وأكرها الأشقياء على مغادرة المتاريس التي أقاموها هناك ثلاث مرات، واستوليا عليها، حيث تقهقر الأشقياء بعد ذلك، وانسحبوا إلى سفح الجبل، وبينما كان الحال على هذا المنوال أحطنا علما بذلك، فعمدنا إلى إرسال عبد الكريم أغا رئيس الأدلاء بجماعة حوالي الساعة التاسعة، لإمداد طليعتنا وعند وصوله إلى القرية المذكورة، زحف الجميع على الأشقياء وطردوهم من المكان الذي اعتصموا فيه، ولا كان الأشقياء قد انحدروا إلى وسط الجبل، فقد سلمنا المدفعين مع بعض العساكر إلى ابكباشي ألفي (إبراهيم أغا الألفي)، وأبقيناهم في المؤخرة، حيث زحفت عبدكم مع طائفة من العساكر إلى الأمام، وعند وصولي إلى القرية الآنفة الذكر، هاجمت الأشقياء بالمشاة والفرسان من العساكر واستولينا بعنعلى قرية (الحلوة).
وفي نحو الساعة العاشرة لحق بنا البكباشي إبراهيم أغا بمن معه من العساكر والمدفعين، فسيرنا جميع العساكر على الأشقياء الذين اعتصموا بالبساتين وداخل القرية، فنكل بمن نكل منهم وانهزم من تبقى منهم، وتسلقوا الجبل القائم خلف القرية من الناحية الأخرى، وبينما كانت العساكر تتعقب الذين سلكوا طريق الجبل وتطاردهم، خرج من قرية (الحوطة) القريبة جدا من قرية (الحلوة) طائفة كبيرة من أهاليها بقصد إمداد الأشقياء، فجيء بالمدفعين إلى خشم الجبل لضرب الأشقياء، بينما كانت تطلق نيرانها عليهم، وكان فرساننا ومشاتنا مشتبكين في قتال مع الأشقياء في بطن الوادي وإذ ذاك ظهرت طائفة أخرى من أهالي (الحوطة و(الحريق)و(أشقر)و
(الجريفة وتقدمت إلى قتالنا من مكان يقع قبالة الخشم المركز فيه المدفعان، ولما كان مقر حملتنا يقع بالقرب من الجهة التي نحارب فيها، وكانت بعض الأعمال قد أنزلت عن الجمال والبعض الآخر على وشك الإنزال، عمد أصحاب الجمال إلى أنها من جمالهم بعثة، وفروا بها، ولما شاهدهم العساكر وهم يتهربون بالجمال انسحب كل واحد ليلحق بالجمال، وفي تلك الآونة هاجم الأشقياء المدفعين، فتقدم البكباشي إبراهيم أغا الألفي من ناحية، وعبدكم من ناحية أخرى إلى إرجاع العساكر بالسيف، ودار قتال عنيف بالقرب من المدفعين، على أن الجمال كانت قد ابتعدت إلى مسافة شاسعة، فانهزمت عساكرنا بتقدير الله ولم يبق إلى جانب المدفعين أحد فاستولى الأشقياء عليهما، واستشهد في هذه الموقعة عبد الكريم أغا الغزولي، من رؤساء أدلاء ولي النعم، واليوزباشي المدفعي أحمد أفندي، والملازم الثاني عارف أفندي، وفي نحو الساعة الحادية عشر ونصف انسحبنا جميعنا من هناك، وفي نحو الساعة السادسة من اليوم التالي وصلنا إلى (ذميكة) و(دلم) المار ذكرهما، وهاتان القريتان كانتا قد أظهرتا نحونا الولاء والإخلاص، عندما مررنا بهما في المرة الأولى، وابتعنا منهما مقادير من المؤنة نقدا، واعتمادا على ما أبدوهما من الإخلاص قبلا، قد صدقناهما وآمنا بكلامهما، وقد تركنا لديهما بعض أثقالنا وأحمالنا، ولما عدنا إليهما أخيرا وطلبنا هذه الأثقال عمد أهليهما إلى مقابلتنا بإطلاق النار علينا لما علموه من انكسارنا، وفضلا عن أنهم خانوا الأمانة ولم يردوا إلينا أحمالنا، فإنهم عمدوا إلى نهب معظم عساكرنا في الطريق وقاتلوهم، حتى الماء منعوه عنا ولكننا عمدنا إلى أخذ حاجتنا منه بقوة سواعدنا، وأخذنا طريقنا إلى (الرياض) رأسا، حيث دومنا طيلة ذاك اليوم وتلك الليلة، في صباح يوم 21 ربيع الثاني في نحو الساعة الثانية عشر وصلنا الرياض، ولئن كنا نقيم محصورين في قصر فيصل، فإن أمر هذا الانكسار قد جعل العربان الذين يحيطون بنا يشيحون بوجوههم عنا كليا، وقد تمرد علينا بعضهم والبعض الآخر يحاول ذلك.
ولقد كانت قوة عبد الكريم أغا رئيس الأدلاء في الأمر 328 خيالا قتل منهم في الحوطة 50 وتبقى 271 خيالا، كما كانت قوة حسين أغا الداغلي زاده 240 خيالا قتل منهم في الحوطة 129 خيالا فتبقى منهم 111 خيالا، وكانت قوة عبد الله أغا رئيس المشاة 215 عسكريا، قتل منهم في الحوطة 163 نفرا وتبقى منهم 52 نفرا، وكانت قوة نوري أغا رئيس المشاة في الأمر 322 نفرا قتل منهم في الحوطة 251 نفرا فتبقى منهم 71 نفرا، وكانت قوة محمد أغا الكردي رئيس المشاة 346 نفرا قتل منهم في الحوطة 256 نفرا فتبقى منهم 70 نفرا، وجماعة إبراهيم عبيدة أغا رئيس المغاربة كانت في الأصل 307 أنفار قتل منهم في الحوطة 245 نفرا فتبقى منهم 62 نفرا وجماعة أبو بكر أغا رئيس الهوارة كانت في الأصل 196 خيالا قتل منهم 66 خيالا فتبقى 130 خيالا، أما عرب أغا رئيس الهوارة فقد ظل في مهمة مع بعض عساكره في غزة وأصل الجماعة الموجودة هنا كانت 142 خيالا قتل منهم 76 فتبقى 66 خيالا، وعساكر الفرسان والمشاة التي في معية العاجز - يقصد نفسه - كانت في الأصل 2073 نفرا قتل منهم 1245 نفرا فتبقى 828 نفرا، وقد قبعنا جميعنا في (الرياض) محصورين ونحن في غاية الضيق من ناحية الطعام وعلف الخيل فخيول الفرسان تقتات من الحشيش بينما طعامنا نحن البلح، وليس لدينا حبة واحدة من المؤنة ولا قطعة واحدة من النقود، ونظرا لهذا الحصار فإن خيول الفرسان ستنفق بعد عدة أيام، كما سيموت ما تبقى لدينا من العساكر من جراء الجوع، وعدا ذلك فإن البلاد التي استولينا عليها ستخرج من أيدينا، وبما أن العربان الذين يحيطون بنا قد أشاحوا بوجوههم عنا، فقد أصبحنا نخشى شرهم، فرحماك يا سيدي تفضل وأصدر أمرك الكريم إلى محافظ المدينة المنورة وللجهات الأخرى المختصة بوجوب موافاتنا بالخمسين ألف فرانسة (ريال) الموجودة بالمدينة على جناح السرعة مع أربعمائة خيالة وإمدادنا بقوة مكونة من ألاى من عساكر الجهادية المشاة مع جميع مهماته في أقرب وقت، فإذا ما تأخر وصول هذا المبلغ في هذه الآونة فلا شك في أننا سنضمحل كليا، كما أنه من البداهة في حالة لم نسعف بالأى من عساكر المشاة وأربعمائة خيالة فإن البلاد التي استولينا عليها حتى الآن ستخرج جميعها من أيدينا، ولئن كانت في خزينتنا قبل الزحف على الحوطة بضع آلاف من الفرنسات (الريالات) فإن الجمالة الذين فروا بالجمال والأحمال قد حملوا معهم فيما حملوا من متاع العساكر واأغوات الخزينة أيضا، فليس لدينا حبة واحدة من المؤنة، ولا قطعة واحدة من النقود، فنرجوا أن تتفضلوا بسرعة إرسال النقود والجنود) (المير لواء عبده إسماعيل) انتهى نص الوثيقة".

## المصدر
- عنوان المجد في تاريخ نجد للمؤرخ ابن بشر